# ریچارد برایان (بازیکن فوتبال)
ریچارد برایان (انگلیسی: Richard Bryan؛ زادهٔ ۱۳ سپتامبر ۱۹۹۵) بازیکن فوتبال اهل بریتانیا است.